# Taylor, Texas
Taylor är en stad (city) i Williamson County i Texas. Orten är uppkallad efter järnvägsfunktionären Edward Moses Taylor, först som Taylorsville, vilket förkortades till Taylor 1892. Vid 2010 års folkräkning hade Taylor 15 191 invånare.

## Kända personer från Taylor
- Tex Avery, animatör
- Sloan Doak, ryttare
- K.C. Jones, basketspelare
- Fred Kerley, friidrottare
- Dan Moody, politiker